# 拇棘蛙屬
拇棘蛙屬（学名：Babina）是无尾目蛙科的一属动物。2017年从该属中恢复原作为拇棘蛙屬异名的琴蛙属(Nidirana )的有效性，部分拇棘蛙屬物种改隶琴蛙属。

## 下属物种
本属包括以下物种：
- Babina holsti (Boulenger, 1892)
- Babina subaspera (Barbour, 1908)[2]